# Лосе (Мазовецьке воєводство)
Лосе (пол. Łosie) — село в Польщі, у гміні Радзимін Воломінського повіту Мазовецького воєводства.
Населення — 353 особи (2011).
У 1975—1998 роках село належало до Варшавського воєводства.

## Демографія
Демографічна структура станом на 31 березня 2011 року:
|          | Загалом | Допрацездатний вік | Працездатний вік | Постпрацездатний вік |
| -------- | ------- | ------------------ | ---------------- | -------------------- |
| Чоловіки | 174     | 43                 | 116              | 15                   |
| Жінки    | 179     | 44                 | 106              | 29                   |
| Разом    | 353     | 87                 | 222              | 44                   |